# Amatori Volley Bari
Maillots
Le Amatori Volley Bari  est un club italien de volley-ball  fondé en 1968  et basé à Bari qui évolue pour la saison 2011-2012 en Serie D.

## Palmarès
- Championnat d'Italie
  - Vainqueur : 1979.
  - Finaliste : 1984.
- Coppa Italia
  - Vainqueur : 1988
- Coupe de la CEV
  - Vainqueur : 1984
  - Finaliste : 1985.

## Entraîneurs
- 1987-1988 :  Antonio Giacobbe

## Joueuses majeures
- Virginia Alfieri  Italie
- Branka Sekulić  Serbie
- Annamaria Quaranta  Italie
- Cenaida Uribe  Pérou
- Kimberley Oden  États-Unis
- Ielena Volkova  Russie